# Hemirhiza melliceps
Hemirhiza melliceps är en biart som först beskrevs av Cockerell 1918.  Hemirhiza melliceps ingår i släktet Hemirhiza och familjen korttungebin. Inga underarter finns listade i Catalogue of Life.

## Bildgalleri

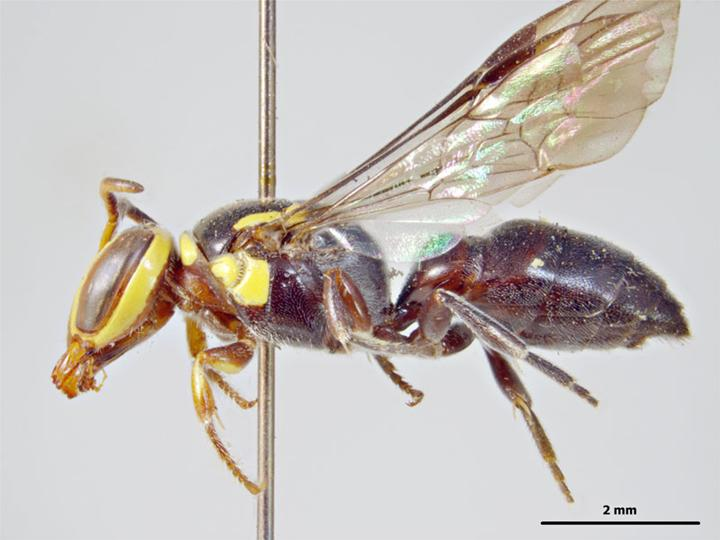
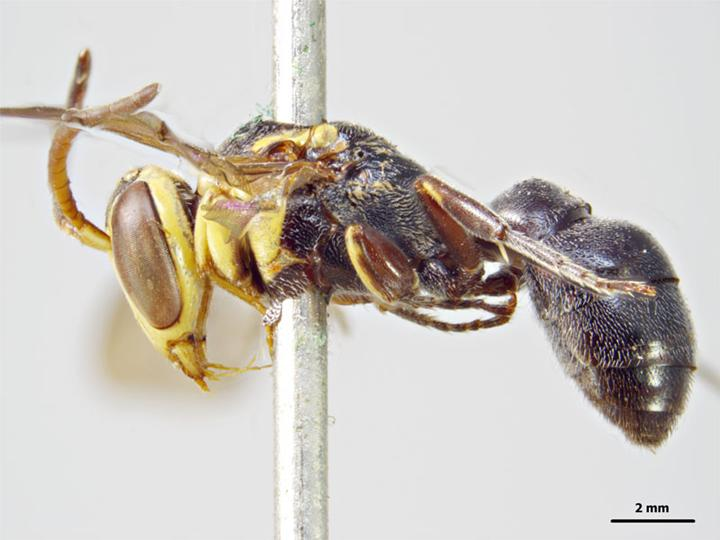